# Dresdner Pappe

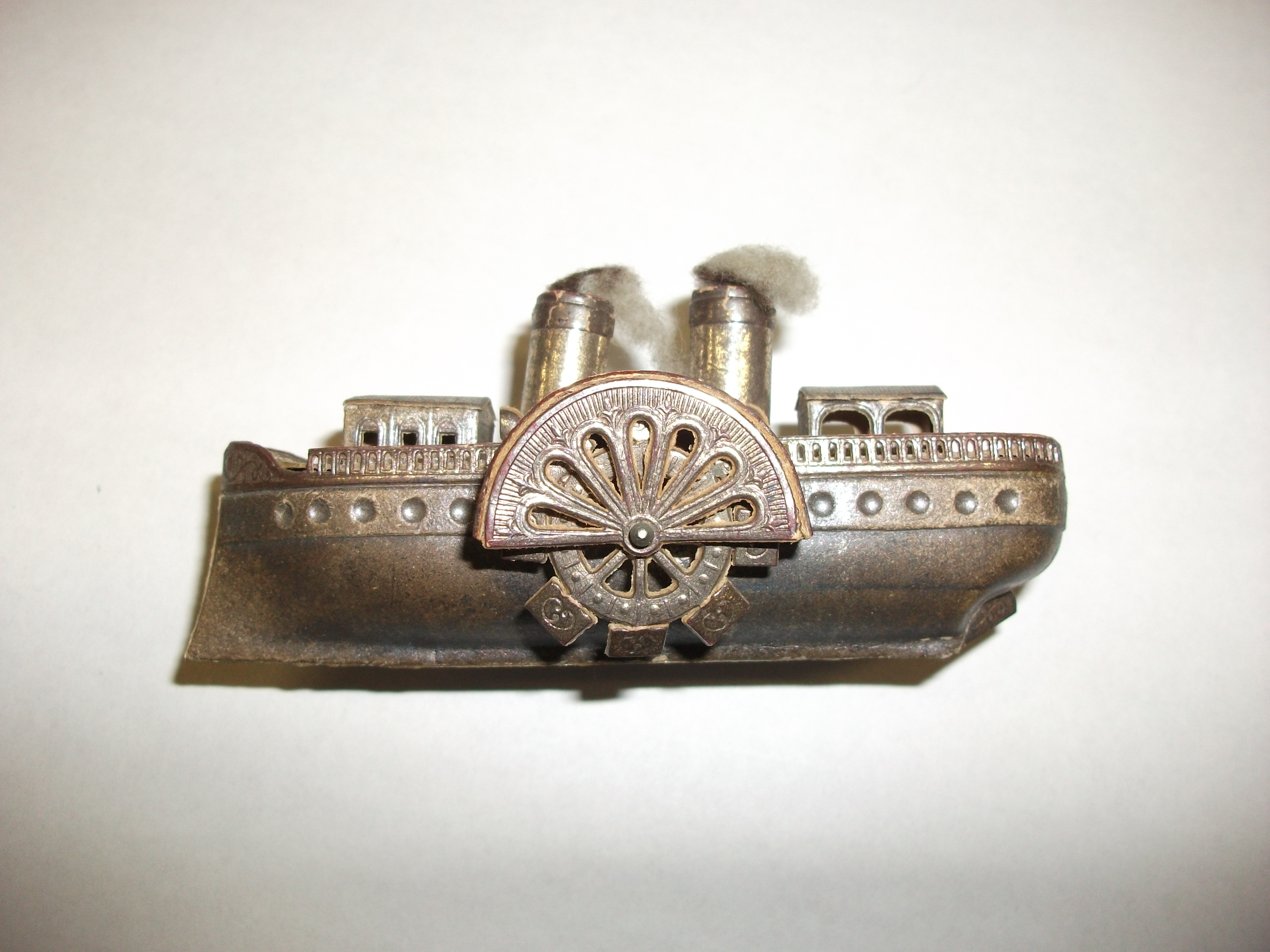
Raddampfschiff, um 1880

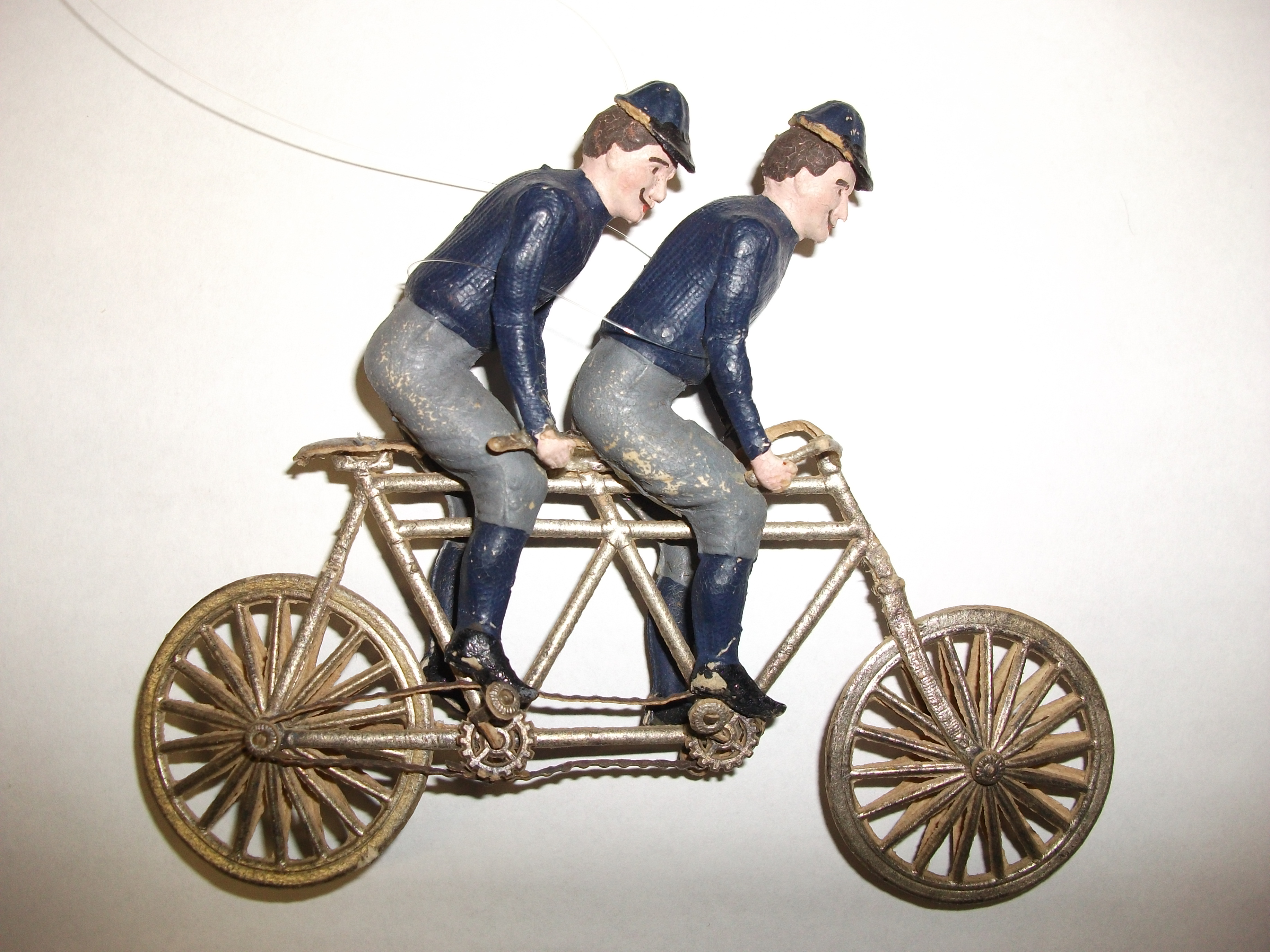
Tandemfahrer, um 1910

Als Dresdner Pappe oder Dresdner Karton bezeichnet man kleine Figuren oder Schmuckelemente aus feinem geprägtem Karton.
Seit etwa 1870 produziert, hatte sie ihre Blütezeit von 1880 bis zum Ausbruch des Ersten Weltkriegs. Ihren Namen verdankt sie dem Herstellungsgebiet, dem Raum um Dresden. Die Intention war, plastische Gegenstände aus Papier so herzustellen, dass sie aussahen, als ob sie aus Metallblech geprägt seien.

## Herstellung
Die Fabrikation geschah im Hohlprägeverfahren: Mittels zweier Stempel, des Ober- und des Unterstempels, bei welchem Erhöhungen und Vertiefungen einander genau entsprachen, wurde einem leicht feuchten, relativ elastischen Pappebogen oder aber mehreren Lagen verleimtes Papier in der Prägepresse eine vorgegebene Prägung aufgedrückt. Die so entstandenen plastischen Papierformen wurden ausgestanzt oder ausgeschnitten. Fügte man mehrere Teile zusammen, entstanden hohle und leichte Gegenstände mit einem äußerst plastischen Aussehen. Die Kartonobjekte verließen die Fabrik als Halbfabrikate; fertiggestellt wurden sie in Heimarbeit.
Durch kaschierten Karton mit Metallfolie erhielt der Dresdner Schmuck einen Glanzeffekt. Dadurch sahen die filigranen dreidimensionalen Produkte auf den ersten Blick denen aus Metall täuschend ähnlich.
Die Formenvielfalt kannte keine Grenzen, sie reichte von Tieren, Pflanzen, Häusern, Musikinstrumenten bis hin zu Reitern, Tandemfahrern, Kutschen oder Dampfschiffen. Religiöse Motive fehlen hingegen fast vollständig. Es gibt drei Typen von Dresdner Objekten: flache einseitige, halbplastische doppelseitige und dreidimensionale. Gerade Letztere können kleine Kunstwerke sein.

## Verwendung
Die aus Dresdner Pappe hergestellten Objekte fanden ihre Verwendung als Zierrat, Scherzartikel, Spielzeug und besonders als Christbaumschmuck. Als Schmuck strahlten sie Glanz und Luxus aus und blieben dank dem Grundstoff Papier für viele Kreise der Bevölkerung erschwinglich.